# AT&T Tower
L'AT&T Tower appelée aujourd'hui 901 Marquette est un gratte-ciel de 141 mètres de hauteur construit à Minneapolis de 1989 à 1991.
Il abrite des bureaux sur 34 étages. 
L'architecte est l'agence Walsh Bishop Associates, Inc.